# فولفشتاين
فولفشتاين (بالألمانية: Wolfstein, Rhineland-Palatinate) هي مدينة و بلدة ألمانية تقع في Lauterecken-Wolfstein في ألمانيا. يقدر عدد سكانها بـ 1,994 نسمة .